# Parco faunistico Le Cornelle
Il parco faunistico Le Cornelle è un giardino zoologico privato fondato il 19 aprile 1981 a Valbrembo da Angelo Ferruccio Benedetti. Primo parco faunistico della provincia di Bergamo, fin dalla sua nascita ha aderito al programma europeo per le specie minacciate, che ha come scopo quello di introdurre nelle popolazioni selvatiche animali nati e allevati nei giardini zoologici. Il parco è inoltre membro dell'European Association of Zoos and Aquaria che mette in collegamento gli zoo europei aderenti in modo da perfezionare conoscenze sulle specie protette ed evitare l'inbreeding.
Esteso su una superficie di 126000 m² funge da casa a circa 1200 animali appartenenti a 120 specie diverse. Il parco ha assunto una discreta notorietà a partire dal 1994 quando è divenuto il primo giardino zoologico europeo a disporre della tigre bianca del Bengala, successivamente divenuta simbolo del parco.

## Storia
Il parco fu fondato da Angelo Ferruccio Benedetti, nato da un panettiere di Ponte San Pietro, si dedicò inizialmente alla vendita di armi e uccelli da richiamo per cacciatori. Con l'espansione dell'attività acquistò un terreno a Mozzo dove diede vita a una ditta di import-export di animali esotici che tra i clienti aveva gli zoo di tutta Europa e successivamente con un mutuo acquistò un terreno a Valbrembo, detto delle cornelle, il nome locale dato ai sassi levigati dalla corrente del fiume Brembo. In seguito all'acquisto di un leone e di un cammello il 19 aprile 1981 il parco aprì ufficialmente ai visitatori.
Inizialmente abitato da poche specie animali alla fine degli anni ottanta partecipò a progetti internazionali di conservazione delle specie animali e nel 1988 introdusse nello zoo la tartaruga gigante di Aldabra e tra il 1989 e il 2000 importò dal Sudafrica numerose giraffe, andando a costituire uno dei maggiori branchi europei. Il parco raggiunse un discreto successo nel 1994 in seguito all'introduzione della tigre bianca del Bengala che già l’anno successivo al suo arrivo diede alla luce i primi cuccioli. Nel 2011 alla morte del fondatore la proprietà è stata ereditata dalla famiglia e la maggioranza delle quote è andata ai figli Nadia ed Emanuele Benedetti, che è anche direttore generale della struttura.

## Attrazioni e aree

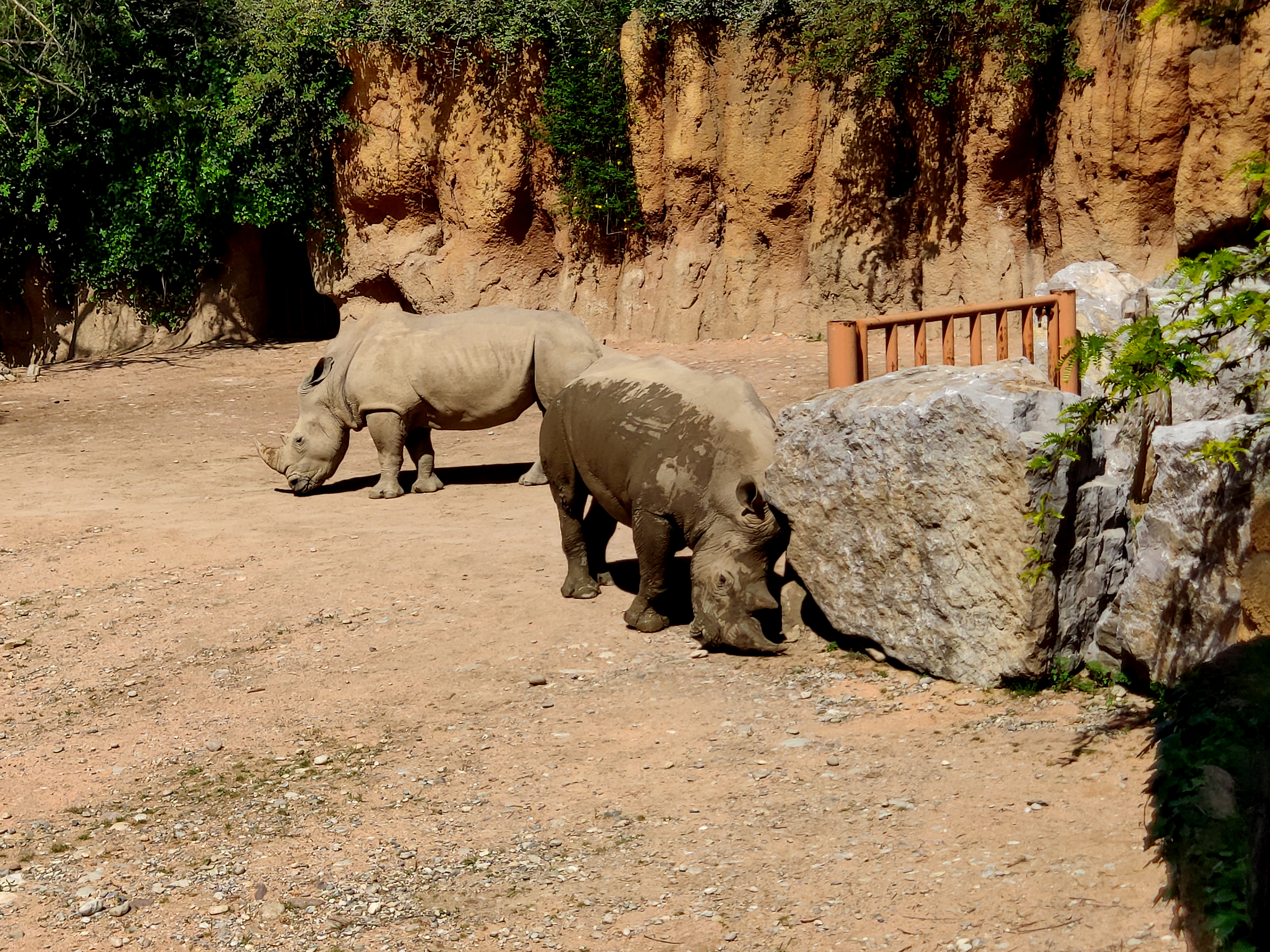
Rinoceronti nell'area "Savana"

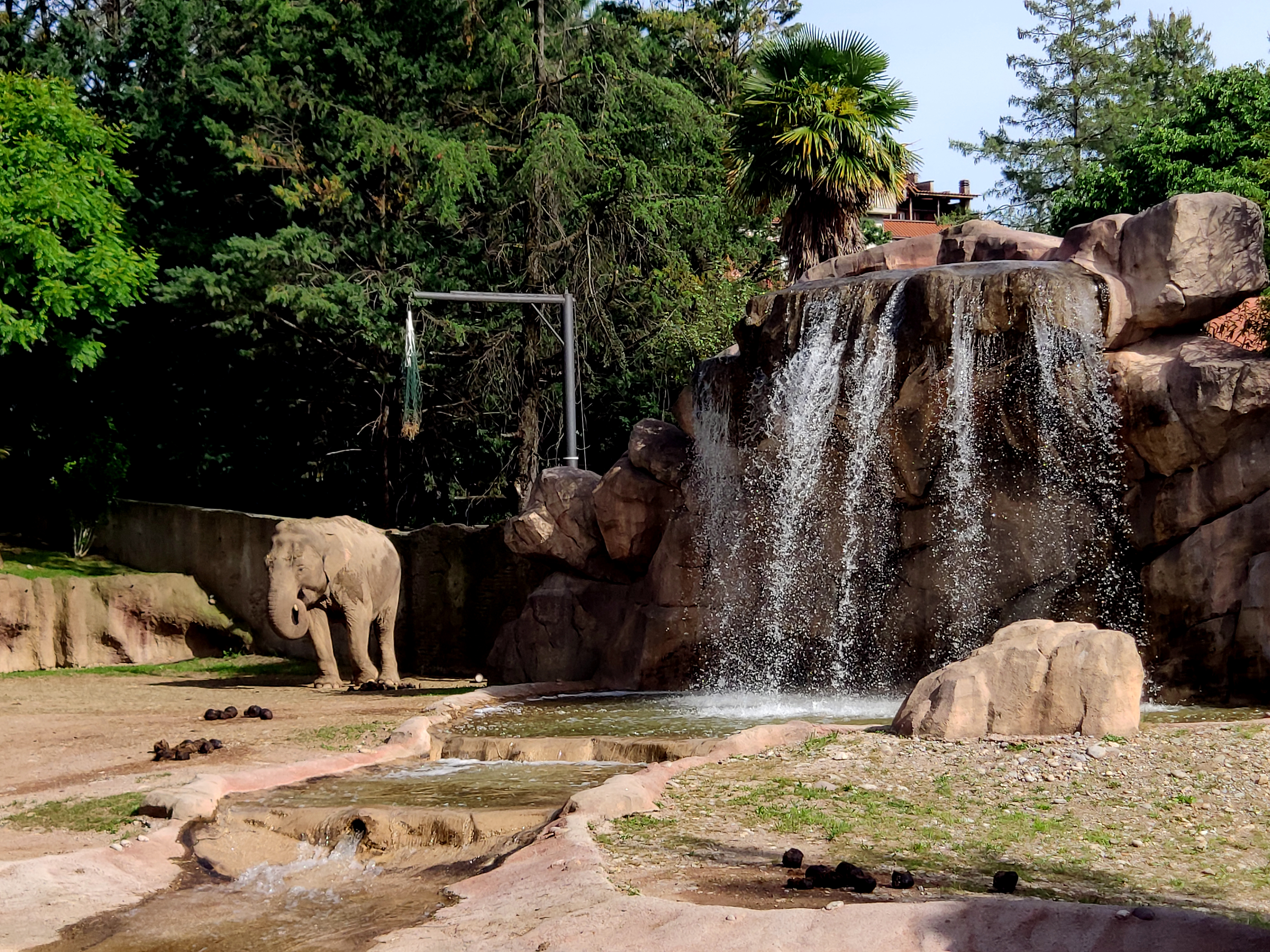
L'area "Pinnawala: l’oasi degli elefanti"

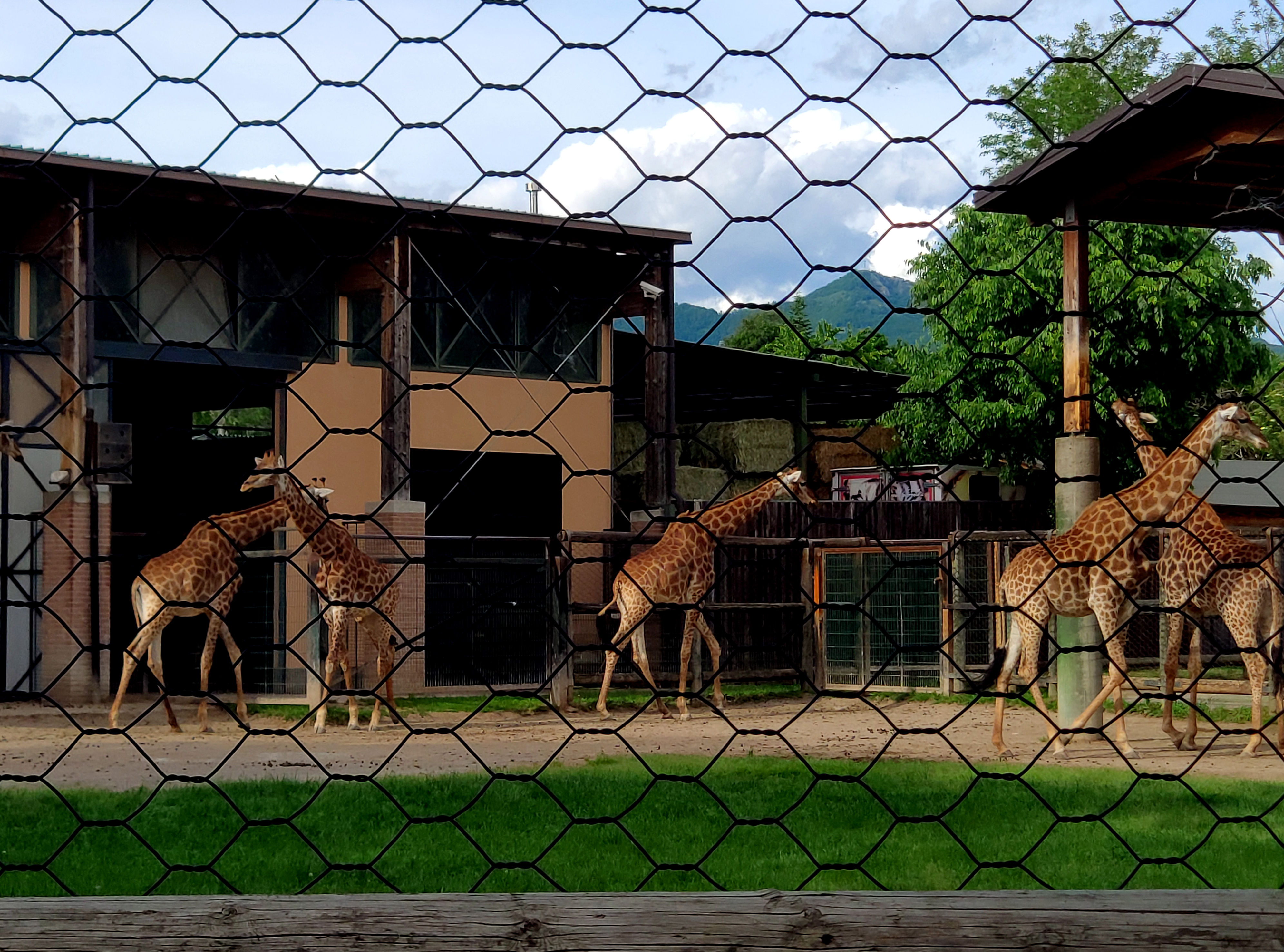
Giraffe

Simbolo per eccellenza del parco è la tigre bianca, mentre più recente è l'introduzione di numerose altre specie, tra cui il bongo (Tragelaphus eurycerus) e il leone bianco.
Le Cornelle ha inoltre la voliera più vasta d'Italia, chiamata "Selva tropicale": si tratta di un'area di 7000 m², chiusa da una rete posizionata su alti pali per evitare la fuga degli uccelli, che vivono in stato di semilibertà. Una passerella consente l'accesso ai visitatori. L'ambiente della "Selva tropicale" riproduce fedelmente le foreste pluviali e vi scorre un piccolo fiume, in cui vivono anatidi, ibis, aironi, cicogne bianche e alligatori del Mississippi, mentre piccole isole ospitano i katta, i muntjak (Muntiacus muntjak) e la damigella di Numidia (Grus virgo).
Sono presenti nel parco anche un'area giochi per bambini con giostre e trenino e un'area giochi con giochi per bambini.
Nel 2009 ha inaugurato un ambulatorio veterinario per tutti gli animali che ospita e la nuova area orsi, mentre nel 2010 la nuova area foche. Continuando con questo progetto il parco, con il compimento del 30º anniversario, inaugurerà la serra "Isola di Aldabra".
Nel 2015 è stata realizzata la quarta area tematica di 10.000 m², la Savana: in cui sono ospitate zebre, rinoceronti, antilopi e gru coronate. Oltre a essere stata progettata per garantire un alto standard di benessere e tutela per gli animali, la Savana offre condizioni di osservazione ottimali per il visitatore che, passeggiando su terrapieni, si trova immerso nell'habitat ideale degli animali ospitati.
Nel 2017 è stata realizzata l'area "Pinnawala: l’oasi degli elefanti"; il nome Pinnawala vuole essere un omaggio al lavoro che viene fatto presso il Pinnawala Elephant Orphanage per gli elefanti asiatici. Il parco faunistico Le Cornelle partecipa con donazioni annuali al grande progetto del Pinnawala Elephant Orphanage.
Nel 2019 viene inaugurato il nuovo rettilario, che grazie a moderni sistemi di illuminazione e di riscaldamento a pavimento crea ambienti adatti a quattro nuove specie animali:la rara iguana cornuta, il pitone reticolato (ancestrale e albino), il pitone verde e il varano delle rocce, che vivono in cinque grandi teche con vasche d'acqua e piante tipiche dell'ambiente naturale di questi rettili.
Nel 2022 il parco accoglie una coppia di addax.
Nel luglio 2022 il parco accoglie 3 testuggini raggiate.

### Programma didattico
Il parco offre un articolato programma didattico per gli alunni di tutte le fasce di età.
Le visite guidate sono della durata di una, due o quattro ore e sono organizzate in collaborazione con un'équipe di naturalisti con l'intento di rispondere ad un duplice obiettivo: far conoscere gli animali e sensibilizzare i ragazzi, attraverso questa conoscenza, alla comprensione di tematiche più ampie che riguardano l'ambiente e la natura nel suo insieme.